# Phellus glaucus
Phellus glaucus är en tvåvingeart som beskrevs av Walker 1851. Phellus glaucus ingår i släktet Phellus och familjen rovflugor. Inga underarter finns listade i Catalogue of Life.